# Hatting, Oberösterreich
Hatting är en by i Sankt Marienkirchen am Hausruck, Ried im Innkreis, Oberösterreich, Österrike. Byn är belägen 1 km från Sankt Marienkirchen am Hausruck by. Det är platsen för Da Moarhof.